# Günter Quadflieg

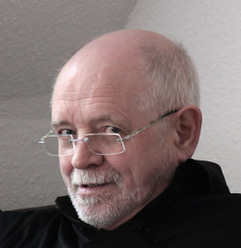
Günter Quadflieg (2016)

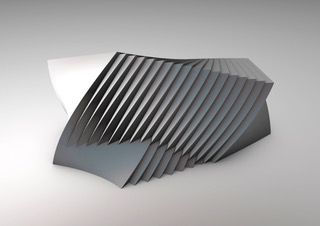
Geometrische Reihung (Quadflieg 2021)

Günter Quadflieg (* 1950 in Gronau bei Hannover) ist ein deutscher Designer, Fotograf und Komponist.

## Leben
Quadflieg studierte von 1969 bis 1973 an der Fachhochschule für Kommunikationsdesign in Hildesheim und schloss sein Studium als Dipl.-Designer FH ab. Neben einer Industrietätigkeit als Produktdesigner und Werbeleiter unterrichtete er an der VHS Hildesheim zu den Themen Zeichnung, Radierung und Fotografie. Das eigene künstlerische Schaffen begann 1973 mit Studien ästhetischer Reihungen, Durchdringungen, Rotationen und Transformationen. Später kamen computergestützte Visualisierungen mit dem Programm Cinema 4D dazu. Diese Studien und Modellierungen zum Thema Symmetrie und Geometrie wurden inspiriert durch ein Praktikum bei dem Architekten Walter Kuhn (Hannover) und dem  Designer Fred Voss (Hannover). Zahlreiche Ausstellungen seiner Objekte, Graphiken und Fotografien im norddeutschen Raum und auf den Buchmessen Frankfurt und Leipzig fanden Anerkennung. Hier eine Referenz von vielen. In den letzten Jahren kamen Foto-Klang-Filme dazu, viele von der Ästhetik des chin. Chan und jap. Zen inspiriert, sowie die Reihe mit Vertonungen von Gedichten.

## Ausstellungskataloge
- 1977: Bundesverband Bildender Künstlerinnen und Künstler Niedersachsen, Landesausstellung Ausstellungskatalog, Hannover, Herrenhäuser Gärten
- 1979: Bundesverband Bildender Künstlerinnen und Künstler Niedersachsen, Landesausstellung Ausstellungskatalog, Hannover, Herrenhäuser Gärten
- 1981: Bundesverband Bildender Künstlerinnen und Künstler Niedersachsen, Landesausstellung Ausstellungskatalog, Hannover, Herrenhäuser Gärten
- 1982: Bundesverband Bildender Künstlerinnen und Künstler Niedersachsen, Landesausstellung Ausstellungskatalog, Hannover, Städtische Galerie KUBUS

## Veröffentlichungen
- "DESIGN GEOMETRISCHER OBJEKTE MIT CINEMA 4D: REIHUNGEN ROTATIONEN TRANSFORMATIONEN", epubli GmbH, Berlin, April 2021, ISBN= …